# 나가세촌 (나가노현)
나가세촌(일본어: 長瀬村)은 일본 나가노현 지사가타군에 있던 촌이다. 현재의 우에다시에 해당한다.

## 역사
- 1889년 4월 1일 - 정촌제 시행에 의해 근세이후 나가세촌이 단독으로 자치체를 형성하였다.
- 1955년 4월 1일 - 마루코정에 편입해 동일 나가세촌은 폐지되었다.

## 교통

### 철도
- 우에다 마루코전철

## 참고문헌
- 角川日本地名大辞典 20 長野県